# Bruno Liljefors
Bruno Liljefors  (Upsala, 14 de mayo de 1860-Upsala, 18 de diciembre de 1939) fue un pintor sueco que se caracterizó por una obra inspirada en la observación de la naturaleza.

## Biografía
Sus padres eran Anders Liljefors, que era comerciante, y María Margareta Lindbäck. En su infancia era débil y enfermizo. Pasó su infancia y juventud en torno a Upsala y a sus alrededores. Desde una edad temprana practicó la caza y dibujó animales.
Entre 1879 y 1882 estudió en la Real Academia de Bellas Artes de Estocolmo, donde tuvo amistad con Anders Zorn. Entre 1882 y 1883 viajó a Dusseldorf —donde estudió con el pintor de animales Carl Friedrich Deiker y realizó estudios con animales en el zoológico de la ciudad—, Freilassing (Baviera), Italia, y Francia. En Grez-sur-Loing, en las afueras de París, se relacionó con la colonia de artistas escandinavos. Allí fue amigo de Carl Larsson, a quien había conocido con anterioridad.
A su vuelta a Suecia se estableció de nuevo en Upsala y su entorno, aunque volvió a Grez-sur-Loing durante algunos meses en 1884 y 1887. Se integró en  el grupo conocido como «Opponenterna» («los oponentes») en 1885. Este grupo de jóvenes artistas suecos se oponía al enfoque académico de la pintura. Al año siguiente se integró en la Konstnärsförbundet (Asociación de Artistas), donde permaneció hasta 1912. En 1887 se casó con Anna Olivia Olofsson, de la que se divorció  en 1895 para casarse con la hermana de esta, Signe Helena Olofsson. Tuvo un total de 13 hijos. En su juventud también ilustró revistas y libros y dibujó caricaturas y chistes. También tuvo habilidades como acróbata y gimnasta: formó parte de un grupo de gimnastas que viajó a Inglaterra y Bélgica en 1880 con Viktor Balck. Además de la caza, la cetrería fue otra de sus actividades favoritas, que compartió con su esposa Signe. 
En 1884 expuso por primera vez en el Salón de París donde también estuvo en 1886 y 1889. Su obra se expuso también en varias ciudades de Alemania: en 1892 recibió una medalla de oro en Múnich por su pintura El artillero del zar. A principios del siglo XX logró reconocimiento internacional como pintor. En 1900 logró un acuerdo financiero que permitía al banquero Ernst Thiel adquirir una veintena de sus cuadros al precio promedio de 2000 coronas y el pintor podría recuperarlos si lograba venderlos por una cantidad superior. En 1907 una exposición individual en Estocolmo le reportó también gran éxito, tanto con la crítica como a nivel financiero.
En 1908 compró la isla de Bullerö, en el archipiélago de Estocolmo, donde construyó un pabellón de caza. Allí organizaba reuniones y cacerías de aves y de otros animales. Posteriormente, en 1923, el artista vendió Bullerö al empresario Torsten Kreuger. Desde 1917 vivió en Österbybruk con su familia durante unos 15 años.
En 1925 una enfermedad le obligó a abandonar muchas de sus actividades al aire libre. De 1932 a 1937 vivió en Estocolmo. Luego volvió a Upsala, su ciudad natal, donde falleció en 1939.

## Obra

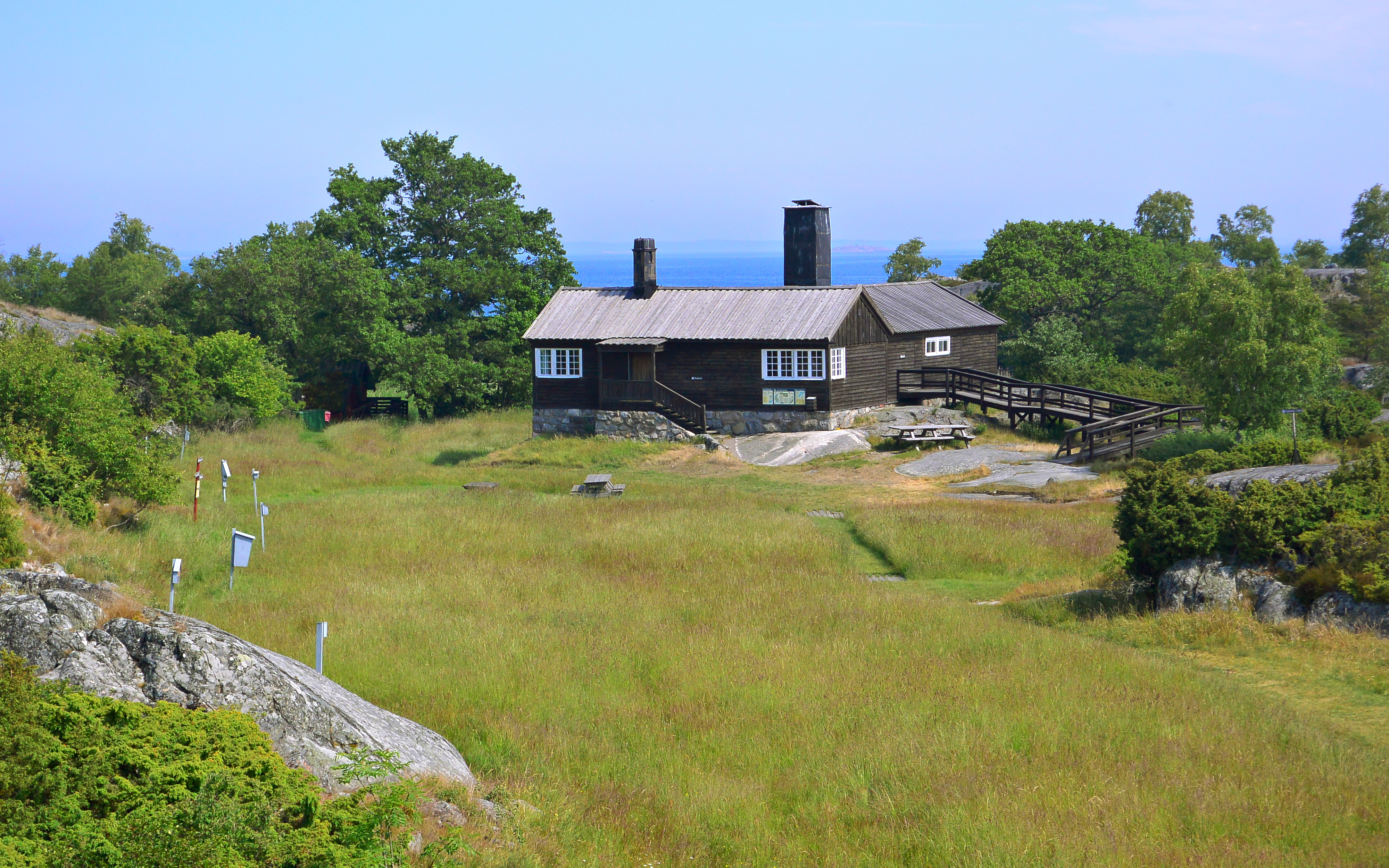
Pabellón de caza de Bruno Lilfefors en la isla de Bullerö.

Desde una época muy temprana su obra tuvo un estilo realista con profusión de detalles. Influido por el arte japonés y Jules Bastien-Lepage a partir de la década de 1880, en su obra aplicó una rica variedad de vivos colores. Su estilo evolucionó a finales del siglo XIX hacia una pintura más romántica y también utilizó la técnica impresionista en algunos estudios de la naturaleza. 
Pintó casi exclusivamente elementos de la naturaleza: animales y plantas. Los gatos y zorros se cuentan entre sus animales más recurrentes. Otro de sus animales destacados fue el urogallo, especie cuya caza tenía una importante tradición. La caza del urogallo, de 1888, marca la transición entre su periodo realista y el romántico. Los insectos también formaban parte a menudo de sus composiciones. También pintó migraciones de patos y gansos. Para observar a los animales sin ser visto se camuflaba. Además, como parte del proceso creativo de sus obras, a veces se apoyaba en la fotografía.
Entre 1894 y 1994 pintó animales del bosque y del campo y, tras haberse trasladado a Västervik, en 1895, abundaron más las pinturas de animales del mar y sus lienzos aumentaron de tamaño. Aunque no se refleja demasiado en su obra, para él la vida silvestre y la caza eran actividades conectadas. La lucha por la supervivencia entre depredador y presa fue el tema principal de la mayoría de ellos, de modo que en sus obras se representan a menudo escenas de tensión y dramatismo, a lo que ayudó su conocimiento de la anatomía y comportamiento de los animales.
Por otra parte, también realizó retratos de algunos familiares y amigos y autorretratos en los que suele aparecer como cazador. Entre ellos figura Ladrón artillero (1894) y Autorretrato como un alce (1913). Otra de sus obras más elogiadas es El búho en lo profundo del bosque (1895), pintada en un momento complicado en la vida personal del pintor, cuando se divorciaba de su primera esposa.
Además de pintar y dibujar, realizó también algunas esculturas. y escribió algunos libros: en 1890, Från skog och mark (Del bosque y del campo); en 1912 Ute i markena (Fuera de los campos), y en 1934 Det vildas rike (El reino de la salvaje), donde resumió su visión de la naturaleza.
En 1937 participó en la Exposición Internacional de Caza de Berlín donde fue elogiado por Hitler y Göring y el estilo y los temas de su obra fueron ensalzados hasta el punto de que se ha argumentado que el régimen nazi se apropió del pintor como parte de su política cultural.
Junto con Anders Zorn y Carl Larsson, se considera a Bruno Liljefors uno de los principales pintores suecos de fines del siglo XIX y principios del XX. Hay obras de Bruno Liljefors en muchos museos destacados como el Museo Nacional de Estocolmo, el Museo de Arte de Upsala, el Museo de la Universidad de Upsala, el Museo de Arte de Gotemburgo, la Galería Thiel o el Ateneum de Helsinki. El Rijksmuseum Twenthe de Enschede, en Países Bajos, contiene muchas obras de Liljefors que adquirió Gerrit Jan van Heek hijo entre 1919 y 1929, y posee el mayor número de obras del pintor fuera de Suecia. Por otra parte, la isla de Bullerö fue adquirida en 1967 por el estado de Suecia y allí, en el antiguo pabellón de caza, se halla un pequeño museo en homenaje al pintor.
|                                                       |
| Azor y gallo lira (1884, Museo Nacional de Estocolmo) |

|                                                              |
| Gato en un prado florido (1887, Museo Nacional de Estocolmo) |

|                                                                      |
| El apareamiento de los urogallos (1995, Museo de Arte de Gotemburgo) |

|                                                       |
| Gansos salvajes (1898, Galería Nacional de Dinamarca) |

|                                          |
| Liebre en invierno (1905, Galería Thiel) |

|                              |
| Cisnes (1906, Galería Thiel) |

|                                                           |
| Nido de águila marina (1907, Museo Nacional de Estocolmo) |

|                                                                         |
| Familia de zorros y ánade alzando el vuelo (1915, Colección particular) |

|                                                      |
| Cazador y ánades reales (1916, Colección particular) |

|                                                          |
| Ave marina alzando el vuelo (1924, Colección particular) |